# Condado de Cassia
O Condado de Cassia é um dos 44 condados do Estado americano do Idaho. A sede do condado é Burley, que é também a sua maior cidade. O condado tem uma área de 6683 km² (dos quais 36 km² estão cobertos por água), uma população de 21 416 habitantes, e uma densidade populacional de 3,2 hab/km² (segundo o censo nacional de 2000). O condado foi fundado em 1879 e o seu nome provém de Cassia Creek.